# 兆乾
兆 乾（ちょう ちぇん、1991年7月2日 - ）は、日本棋院所属の囲碁女流棋士。兵庫県・西宮市出身。石井邦生九段門下、三段。

## 略歴
6歳から囲碁愛好家の父の影響で、囲碁をはじめ山下順源の教室に通う。2000年、伊丹市立有岡小学校3年で出場した少年少女囲碁大会で志田達哉に敗れるも6位入賞、翌2001年、西宮市立小松小学校4年で少年少女囲碁全国大会に出場し、田尻悠人らを下し、決勝で内田修平に敗れるも準優勝。同年山下の没後、石井邦生に師事し、苑田勇一の勉強会にも通い実力をつける。小学6年より外来として女流特別棋士採用試験を受け、中学2年時は万波奈穂（8戦全勝）の次席（6勝2敗）で惜しくも入段できず、中学3年時に同採用試験決勝を5勝1敗で入段を果たす。
2008年、女流本因坊戦本戦初出場、小林泉美六段と井澤秋乃四段を破り、ベスト4。
2009年、女流棋聖戦トーナメント初出場で青木喜久代らを破って挑戦者決定戦に進むが、加藤啓子に敗れる。
2011年、第33期新人王戦予選突破、本戦初出場。
2015年3月、立教大学現代心理学部映像身体学科を卒業。
囲碁・将棋チャンネルでは囲碁初級講座を担当している。

## 昇段履歴
- 2007年4月1日 初段
- 2013年4月19日 二段（勝星規定）
- 2024年 三段